# Verhoudingsformule
De verhoudingsformule van een chemische verbinding is een chemische formule die de samenstelling van de verbinding geeft. In de verhoudingsformule staan de chemische symbolen naast elkaar. Rechtsonder elk symbool staat een geheel getal (index). Deze indices geven de eenvoudigste verhouding van de aantallen atomen of ionen in de verbinding. In de verhoudingsformule wordt de index 1 niet genoteerd.
De verhoudingsformule wordt gebruikt bij chemische verbindingen met een ionrooster (meestal zouten). Een voorbeeld is de formule van natriumchloride: men noteert NaCl en niet Na1Cl1. In het kristal hiernaast is te zien dat het onmogelijk is aan te geven welk natriumion (paars) bij welk chloorion (groen) hoort. Wel geeft de formule aan dat natrium en chloor in gelijke verhoudingen van hun ionen voorkomen in het kristalrooster.
Ook de samenstelling van stoffen met een covalent netwerk wordt als verhoudingsformule weergegeven, bijvoorbeeld siliciumdioxide met formule SiO2. De covalente structuur gaat verder (aangegeven door de stippellijnen bij een aantal zuurstof-atomen), De formule geeft de verhouding aan tussen beide atoomsoorten.